# Ди Ди Рамон
Даглас Глен Колвин (енгл. Douglas Glenn Colvin; 18. септембар 1951. – 5. јун 2002), професионално познат као Ди Ди Рамон (енгл. Dee Dee Ramone), био је амерички музичар, певач, репер и текстописац најпознатији по томе што је био оснивач панк рок бенда Рамонс (енгл. Ramones), у коме је свирао је бас-гитару. Током читавог постојања бенда, Ди Ди је био најплодоноснији текстописац и композитор бенда, написавши многе од најпознатијих песама, попут „53rd & 3rd”, „Commando”, „Wart Hog”, „Rockaway Beach”, „Poison Heart” и „Bonzo Goes To Bitburg” (познат и као „My Brain Is Hanging Upside Down”). Освојио је Њујоршку музичку награду за најбољи независни сингл 1986. године, док је албум „Аnimal Boy”, из ког потиче песма, освојио награду за најбољи албум.
Ди Ди је у почетку био водећи вокал бенда, иако је његова тадашња неспособност да истовремено пева и свира бас резултирала оригиналним бубњаром Јојем Рамоном који је преузео дужности водећег вокала (међутим, он је и даље пригодно певао вокале у бенду). Ди Ди је био бас-гитариста и текстописац бенда од 1974. до 1989. године, када је напустио да се посвети краткотрајној каријери у хип хоп музици под именом Ди Ди Кинг (енгл. Dee Dee King). Убрзо се вратио својим панк коренима и објавио три соло албума на којима су представљене потпуно нове песме, од којих су многе касније снимили Рамонси. Путовао је светом свирајући своје нове песме, песме Рамонса и неке старе фаворите у малим клубовима, и наставио је да пише песме за Рамонсе све до 1996. године, када се бенд повукао.
Ди Ди је био зависник од дроге већи део свог живота, а нарочито од хероина. Почео је са употребом дрога као тинејџер и наставио је да их користи већину свог одраслог живота. Појавио се чист у раним деведесетим годинама, али је поново почео да користи хероин. Умро је 5. јуна 2002. након што се предозирао дрогом.

## Лични живот
Даглас Глен Колвин рођен је 18. септембра 1951. године у Форт Лију у Вирџинији, САД. Био је син америчког војника и жене немачког порекла. Као новорођенче, његова породица се због војне службе преселила у Западни Берлин у Западној Немачкој. Војна каријера његовог оца је захтевала да се породица често сели. Ови чести потези узроковали су Дагласово усамљено детињство са неколико правих пријатеља. Његови родитељи су се раздвојили током раних тинејџерских година, а он је остао у Берлину до петнаесте године, када се заједно са мајком и сестром Беверли преселио у Форест Хилс у Њујорку, како би избегао оца алкохоличара. Тамо је упознао Џона Камингса и Томаса Ерделија (касније назване Џони и Томи Рамон), а затим је свирао у бенду Тангерајн Папетс (енгл. Tangerine Puppets), названом по песми Донована.
Почетком седамдесетих, Ди Ди Рамон је радио у Бироу за оглашавање, смештеном у Авенији Лекингтон 485, Менхетн, Њујорк Сити. Касније преименована у „Њузпејпер Адвертајзинг Биро”, агенција је промовисала новине као најбољи медијски извор за оглашавање. Ди Ди је био помоћник штампача око годину дана у малој штампарији компаније. Због својих креативних способности, када је могао, дружио би се са графичким дизајнером у одељењу за уметност компаније.
Басиста Монти Колвин из прогресивног метал бенда Галактик Каубојз (енгл. Galactic Cowboys) био је један од Ди Дијевих рођака.
Према речима бенда Маркија Рамона, Ди Ди је био непоколебљиви конзервативац.

### Бракови
Године 1978. оженио се Вером Болдис. Према Болдисовој, борбе Ди Дија са менталним болестима и злоупотребом дрога оптерећују однос пара. Раздвојили су се 1990. године пре него што су развели брак 1995. године. До тада, Ди Ди је стварао музику као Рамејнз са другом супругом, Барбаром Зампини (познату и под именом Барбара Рамон). Од његове смрти, она и даље управља његовим имањем, називајући себе Барбаром Рамон Зампини.

## Рамонс
Колвин, касније Ди Ди и Камингс, касније Џони, брзо су постали пријатељи, јер су обојица били социјални одметници у својој четврти средње класе. Након неуспешне аудиције за гитару за Телевизију, Џони је уверио Ди Дија да формира властити бенд с тадашњим бубњаром Џефријем Химаном, касније Јојом Рамоном. Године 1974. Јој је преузео вокалне дужности након што је Ди Ди одлучио да не може више да пева водеће вокале неколико песама, јер му је глас сецкао. Ди Ди би, међутим, настављао да одбројава темпо сваке песме својим препознатљивим брзим испуцавањем „1-2-3-4!”.
Управо је Ди Ди први предложио име Рамонс, након што је прочитао да се Пол Макартни често потписивао у хотелима под надимком Пол Рамон. На крају тог презимена додавао би е, а чланови бенда сложили су се да ће презиме Рамон усвојити као средство преношења свог јединства.
Ди Ди је написао и учествовао у писању већег дела репертоара Рамонса, попут „53rd & 3rd” (песма о мушкој проституцији у 53. улици и Трећој авенији на Менхетну, наводно заснована на личном искуству), „Glad to See You Go” (написао о својој тадашњој девојци, стриптизети и наркоманки са променљивом личношћу), „It's a Long Way Back”, „Chinese Rocks” (оригинално снимили Џони Тандерс и Хартбрејкерси (енгл. Johnny Thunders and the Heartbreakers), пошто гитариста Џони Рамон није био одушевљен идејом да Рамонси раде песме о дрогама) и „Wart Hog” (песму коју је Ди Ди написао на рехабилитацији). Након што је напустио Рамонсе, Ди Ди је наставио да пише песме за њих, додајући најмање три песме сваком свом албуму.
На пример, у записима албума „Mondo Bizarro”, на пример, Рамонси су једном положили кауцију Ди Дију, који је био у затвору, у замену за права на његове песме „Main Man”, „Strength to Endure” и „Poison Heart”, које би постале мањи хитови за њихов бенд. Последњи студијски албум бенда био је „¡Adios Amigos!” из 1995. године и садржао је неколико соло песама Ди Дија, попут „I'm Makin' Monsters for My Friends” и „It's Not for Me to Know” са његовог албума „I Hate Freaks Like You” и „The Crusher” из албума „Standing in the Spotlight”.
Ди Ди је био присутан када су Рамонси изведени у Рокенрол халу славних 2002. године, прве године када су били квалификовани, а недуго након што је главни певач Јој Рамон умро. Ди Ди је шаљиво честитао себи на индукцији. Умро је касније исте године.

### Каснији пројекти
Пре него што је напустио Рамонсе 1987. године, Ди Ди је започео кратку хип хоп каријеру као репер Ди Ди Кинг албумом „Standing in the Spotlight”. Ди Ди је снимио албум „Funky Man” као Ди Ди Кинг 1987. године. Музички критичар Мет Карлсон написао је да ће се албум „уврстити у анале поп културе као један од најгорих снимака свих времена”. Након што албум није успео, вратио се панк року са разним краткотрајним пројектима као што је „Sprokkett” (у ком су такође били и Ричард „Атомик Елф” Бакхус из Ди Џенерејшн-а и Спајки Топс-а). Ди Ди је 1987. године написао и продуцирао песму под називом „Baby Doll” за Честерфилд Кингс („Baby Doll”/„I Cannot Find Her”, акустична верзија била је 1987. године, Мирор Рекордс, коју је касније снимио амерички рокенрол бенд Конекшн (енгл. The Connection) у њиховом албуму „New England's Newest Hit Makers”). Неколико месеци након што је напустио Рамонсе, у јесен 1989. године Ди Ди је већ извео песме попут „Poison Heart” и „Main Man” (касније ће их снимити Рамонси) са својим бендом Спајки Топс (енгл. Spikey Tops).
Ди Ди је 1991. године на кратко свирао са трансгресивним панк рок певачем Џи Џи Алином, свирајући гитару са Алиновим резервним бендом Мурдер Џанкис (енгл.The Murder Junkies). Његово учешће је трајало отприлике недељу дана, довољно да га на кратко интервјуишу током снимања документарног филма „Џи Џи Алин и Mурдер Џанкис” (енгл. GG Allin and the Murder Junkies) Тода Филипса. У филму Ди Ди открива да није знао за име бенда чак ни након што му се придружио. Снимци проба бенда Мурдер Џанкис појављују се на албуму „Hated”, као и на посмртној Алиновој компилацији „Res-Erected”. Видео снимци проба су доступни на ДВД-у путем веб-локације Алиновог имања. Ди Ди никада није свирао свирку уживо са бендом.
Године 1992. Ди Ди је основао још један краткотрајни пројекат назван „Dee Dee Ramone and the Chinese Dragons”,после чега је уследио његов најуспешнији пост-Рамонс пројекат, то јест групу под називом Dee Dee Ramone I.C.L.C. (Inter-Celestial Light Commun), који је трајао од 1994. до 1996. године. У групи је био њујоршки басиста Џон Карко (бивши члан хардкор панк групе Misguided из Квинса) који се спријатељио са Ди Дијем на састанцима психотерапијске групе за лечење од алкохолизма (анонимни алкохоличари), током лета 1992. године. Након што је написао више од десет песама и снимио неколико демо снимака за наредни албум Рамонса са продуцентом Данијелом Рејем, Ди Ди је одлучио да задржи материјал за свој нови бенд. Након што су радили с неколико бубњара и свирали неколико емисија уживо у Њујорку, Ди Ди и Карко су се преселили у Амстердам како би снимили EP са четири песме и албум од четрнаест песама за Rough Trade Records. Песма I Hate Freaks Like You објављена је 17. априла 1994. На албуму је две од четрнаест нумера певала Нина Хаген. Трочлану поставу бенда сада су чинили Ди Ди (као певач и гитариста), Карко (басиста и певач) и холандски бубњар Дени Арнолд Ломен.
I.C.L.C. наставио је да промовише албум „I Hate Freaks Like You” турнејом у 22 земље током 10 месеци. На турнеји, у новембру 1994. године, Ди Ди је упознао шеснаестогодишњу Барбару Зампини, док је тражио изгубљену гитару испред свог хотела у Аргентини. Барбара Зампини је била обожаватељ од самог почетка његове каријере. Две године је свирала бас-гитару, а касније су се венчали. Кренула је са њим на турнеју и остали су заједно до његове смрти.
У јануару 1995. група је завршила своју десетомесечну турнеју и вратила се у седиште у Амстердаму да би започела снимање другог албума. Сарадњу са групом је, међутим, убрзо прекинула дискографска кућа Rough Trade World Service. Због тога је басиста Џон Карко напустио групу и преселио се у Лос Анђелес, где је формирао бенд и свирао са Франкијем О-ом и Питом Сталом (певач групе Скрим, енгл. Scream) у групи Метро (енгл. Меtrо). Карко је касније наставио глумачку каријеру. Песме које су написали Ди Ди и Карко за (никада објављени) други I.C.L.C. албум ће се појавити на последњем албуму Рамонса ¡Adios Amigos!. Једна од ових песама „Born to Die in Berlin”, била је последња песма на последњем албуму Рамонса у којој је Ди Ди певао на немачком. Песму "Fix Yourself Up" Ди Ди је снимио на албуму „Zonked!”
Ди Ди је био специјални гост на последњем наступу Рамонса у Палас арени у Лос Анђелесу 6. августа 1996. године када је био главни вокал на песми „Love Kills”.
Ди Ди је формирао бенд, посвећен Рамонсима, који је назвао Рамејнз (енгл.The Ramainz) са супругом Барбаром („Барбара Рамон”, бас-гитара) и бившим чланом Рамонса Маркијем Рамоном (бубњеви). Снимили су албум Live in NYС који је објављен у Аргентини и у многим другим земљама,и више пута су свирали са Си Џеј Рамоном.
Ди Ди је такође снимио неколико соло албума. „Zonked!”, први албум који је изашао у потпису Ди Ди Рамона, био је преименован у „Ain't It Fun?” на европском издању. Осим тога што је на албуму била и бонус песма „Please Kill Me”, издања су иста. Поставу овог албума чинили су Ди Ди Рамон који је свирао гитаре и био главни певач, Марки Рамон на бубњевима, дугогодишњи партнер Дaнијел Реј био је продуцент и свирао гитаре и Барбара „Рамон”/Зампини као басисткиња и вокалисткиња. Међу гостима су били Jој Рамон који певао главне вокале на песми „I am seeing UFOs”, и певач групе Крампс (енгл. The Cramps), Лукс Интириор, који је такође певао на песми „Bad Horoscope”.
Следећи соло албум је назван „Hop Around”; поставу је чинио Ди Ди Рамон, Барбара „Рамон”/ Зампини, Крис Спединг на гитарама и Били Роџерс на бубњевима. Ди Ди је такође издао албум „Greatest & Latest”, са Барбаром, Спедингом и Чејс Менхетном на бубњевима. Овај албум се састојао од поновно снимљених песама Рамонса, поново снимљених песама из соло каријере Ди Дијеве („Fix Yourself Up”, изворно са албума „Zonked!”),пратећих песама и необјављених нових соло-песмама као што је („Sidewalk Surfin'”).
У 21. веку Ди Ди је почео да сарађује са Полом Костабијем, вођом хардкор панк бенда Јут Гон Мед (енгл.Youth Gone Mad) и бившим гитаристом групе Вајт Зомби (енгл.White Zombie). Остварени уметник Костаби је помогао Ди Дију у новој каријери где је се бавио сликањем на земљи. Заједно с Барбаром, трио је учествовао у неколико стотина радова који су се брзо продали за неколико стотина долара сваки. На десету годишњицу Ди Дијеве смрти 2012. године у знак сећања на Ди Дија организована је изложба у познатој галерији у Калифорнији.
На Ноћ вештица 1998. године, током боравка у хотелу „Челса”, Ди Ди и Зампинијева су упознали холивудски бенд Сексихрајст (енгл. SEXYCHRIST) са којим је наступао и порно глумац Курт Локвуд. Локвуд их је охрабрио да се преселе у Холивуд, па су два бенда заједно започели успешну турнеју по САД почетком 1999. године. Након тога, Ди Ди је основао Ди Ди Рамон Бенд, са члановима међу којима је био и Кристијан Мартуки (који је певао и свирао гитару), Ентони Смидл (бубњеви), Чејс Менхетн (бубњеви) и Стефан Адика (бас-гитара). Са изузетком једног наступа у Спа Клубу у Њујорк Ситију и наступа у клубу Мејкап, ово би био његов последњи бенд са којим је свирао на турнејама. Ди Ди је објавио књигу под називом „Легенда о Рок звезди, мемоари: Последњи Тестамент Ди Дија Рамона” (енгл. Legend of a Rock Star, A Memoir: The Last Testament of Dee Dee Ramone), коју је написао током турнеје у Европи 2001. године.
Ди Ди се касније преселио у Калифорнију где је наставио да се бави музиком и почео каријеру глумца. Није био успешан као глумац, али добио је главну улогу у нискобуџетном филму „Бикини бандити” (енгл. Bikini Bandits) из 2002. године и дао је допринос филмској музици песмом „In a Movie“ у којој је његова супруга Барбара певала главне вокале.
Његов следећи албум продуцирао је Гилби Кларк (који је радио и за бенд Guns N' Roses) и снимљен је 12. јуна 2002. године у холивудском „Кej клубу”. Постоје песме групе Ди Ди Рамон које нису објављене као песма „Live in Milan, Italy”. Ди Дијевi последњи студијски снимци су објављени у продукцијској кући „tREND iS dEAD!” као албум из 2002. године „Youth Gone Mad featuring Dee Dee Ramone”. Такође је сарађивао са групом Тероргруп (енгл.Terrorgruppe).

## Смрт
Ди Ди Рамона је 5. јуна 2002. године супруга Барбара пронашла мртвог у његовом стану у Холивуду. Обдукцијом је утврђено да је предозирање хероином званични узрок смрти. Требао је да наступа у „Маџестик Вентура” позоришту, па је представа изведена у његову част.
Сахрањен је на холивудском гробљу „Hollywood Forever Cemetery“, недалеко од бронзаног спомен-обележја бившем члану бенда, Џонију Рамону. На његовом надгробном споменику стоји печат Рамонса на коме пише „Осећам се тако сигурно летећи зраком на највишим стазама изнад.“ узетим из његове песме „Highest Trails Above”, са албума „Subterranean Jungle”. На дну споменика је реченица  „ОК... Морам да кренем.” (енгл. O.K...I gotta go now.).

## Опрема
Ди Ди Рамон је користио појачала марке „Ampeg” током читаве своје каријере са Рамонсима.
Од 1974. до 1975. године користио је бас-гитару марке „Danelectro”, у боји дрвета, са белом оплатом и вратом од дрвета руже.
Од 1974. до 1975. године користио је бас-гитару марке „Fender”, црвене боје, са белом оплатом и вратом од дрвета руже.
Од 1975. до 1977. године користио је бас-гитару марке „Fender”, беле боје, са оплатом тиркизне боје и вратом од дрвета руже.
Од 1977. до 1983. године користио је бас-гитару марке „Fender”, беле боје, са црном оплатом и вратом од јаворовог дрвета.
Од 1982. до 1983. године користио је бас-гитару марке „Fender”, црвене боје са црном оплатом и вратом од јаворовог дрвета.
Од 1983. до 1988. године користио је бас-гитару марке „Fender”, црне боје са белом оплатом и вратом од јаворовог дрвета.
Од 1986. до 1988. године користио је бас-гитару марке „ESP”, беж боје, са белом оплатом и вратом од дрвета руже.
Од 1986. до 1989. године користио је бас-гитару марке „ESP”, наранџасте боје и вратом од дрвета руже.
Од 1988. до 1989. године користио је бас-гитару марке „ESP”, жуте боје и вратом од дрвета руже.

## Писање
Аутобиографија Ди Ди Рамона „Моје право да преживим“ (енгл. My Right to Survive) објављена је као „Отровно срце: Преживети Рамонсе“ (енгл. Poison Heart: Surviving the Ramones) 1998. године. Друго редиговано издање појавило се 2001. године. Поново је објављено као „Лоботомија: Преживети Рамонсе” (енгл. Lobotomy: Surviving the Ramones), 2016. године. Ди Ди је био коаутор књиге са Вероником Кофман. Ди Ди је сам написао још једно дело „Легенда о pок звезди“ (енгл. Legend of a Rock Star), које представља дневник коментара на његову последњу европску турнеју током пролећа 2001. године.
У роману „Челси хорор хотел“ (енгл. Chelsea Horror Hotel) Ди Ди прича причу у којој се он и његова супруга усељавају у познати озлоглашени хотел „Челси” у Њујорку и верују да бораве у истој соби у којој је Сид Вишос наводно убио своју девојку, Ненси Спанџен. По тој причи Рамона су посећивали Сид Вишос као и други мртви панк пријатељи као што су Џони Тандерс, Стив Бејторс и Џери Нолан.

## Дискографија

### Рамонси
- Ramones (1976)
- Leave Home (1977)
- Rocket to Russia (1977)
- Road to Ruin (1978)
- It's Alive (1979)
- End of the Century (1980)
- Pleasant Dreams (1981)
- Subterranean Jungle (1983)
- Too Tough to Die (1984)
- Animal Boy (1986)
- Halfway to Sanity (1987)
- Brain Drain (1989)
- ¡Adios Amigos! (1996)
- You Don't Come Close (2001)
- NYC 1978 (2003)

### Соло
- Standing in the Spotlight (1989)
- I Hate Freaks Like You (1994)
- Zonked! (1997)
- Hop Around (2000)
- Greatest & Latest (2000)

## Песме коришћене у филмовима
- 1987 – „Funky Man”
- 1994 – „I'm Making Monsters For My Friends”
- 2002 – „In a Movie” (филм „Бикини бандити”)
- 2012 – „The Crusher” (кратка реклама)